# BC Kalev Tallinn
Basketball Club Kalev Tallinn (Estisch: Korvpalliklubi Tallinna Kalev) was een professionele basketbalclub uit Tallinn, Estland.

## Geschiedenis
De club speelde zijn wedstrijden in het Saku Suurhall in Tallinn. De club werd opgericht in 1920. Kalev heeft altijd een bescheidde rol gespeeld om het Landskampioenschap van de Sovjet-Unie. Ze werden in 1945 derde in de competitie. In 1978 eindigde ze als tweede om de USSR Cup. Kalev Tallinn werd onder hoofdcoach Jaak Salumets de laatste landskampioen van de Sovjet-Unie in 1991. Sinds het uiteen vallen van de Sovjet-Unie liet Kalev gelijk zien dat ze de sterkste club waren. Ze wonnen het Landskampioenschap van Estland in 1992, 1993, 1995, 1996, 1998, 2002 en 2003. Ook wonnen ze de beker in 2002. In het seizoen 1993/94 ging de club bijna failliet. Een jaar later, in het seizoen 1994/95, speelde de club onder de naam Kalev/Auma. In het seizoen 1995/96 kreeg het team haar vroegere naam terug en keerde Martin Müürsepp en Margus Metstak terug. In het seizoen 1996/97 keerde Tiit Sokk terug van Panathinaikos. In het seizoen 1999/98 kwamen Rauno Pehka, Gert Kullamäe en Sergej Babenko terug. In hetzelfde seizoen vertrok Tiit Sokk van Tallinn naar Athene om te spelen in Griekenland. Het volgende seizoen werd het historische Kalev samengevoegd tot BC Kalev/Cramo. In 1996 wonnen ze de Haarlem Basketball Week. Ze wonnen de finale van CSKA Moskou met 95-87. In 1991 verloren ze de finale van Levi’s WBL All Stars met 106-122. In 1997 verloren ze de finale van Maccabi Elite Tel Aviv met 78-96.

## Erelijst
- Landskampioen Sovjet-Unie: 1
  - Winnaar: 1991
  - Derde: 1945
- Bekerwinnaar Sovjet-Unie:
  - Runner-up: 1978
- Landskampioen Estland: 18
  - Winnaar: 1927, 1930, 1931, 1943, 1944 (winter), 1945, 1946, 1947, 1967, 1968, 1971, 1992, 1993, 1995, 1996, 1998, 2002, 2003
- Bekerwinnaar Estland: 9
  - Winnaar: 1946, 1948, 1968, 1969, 1972, 1992, 1993, 1996, 2001
  - Runner-up: 2004, 2005
- Haarlem Basketball Week: 1
  - Winnaar: 1996
  - Tweede: 1991, 1997
  - Derde: 1992

## Bekende (oud)-coaches
- - Joann Lõssov (1944-1953)
- - Heino Kruus (1954-1963)
- - Ilmar Kullam (1960-1975)
- - Heino Lill (1980-1982)
- - Jaak Salumets (1985-1991)(1994-1997)
- Riho Soonik (1992-1994)
- Andres Sõber (2002-2005)

## Bekende (oud)-spelers
- - Sergej Babenko
- - Heino Enden
- - Anatoli Krikun
- - Heino Kruus
- - Ilmar Kullam
- - Aivar Kuusmaa
- - Mart Laga
- - Tõnno Lepmets
- - Jaak Lipso
- - Joann Lõssov
- - Margus Metstak
- - Martin Müürsepp
- - Jaak Salumets
- -- Tiit Sokk
- - Aleksei Tammiste
- - Priit Tomson
- Gert Kullamäe
- Andrus Nagel
- Rauno Pehka